# Auni Abd al-Hadi
Auni Abd al-Hadi, arab. عوني عبد الهادي (ur. 1889 w Nablusie, zm. 15 marca 1970 w Kairze) – palestyński polityk, członek Wysokiego Komitetu Arabskiego podczas arabskiego powstania w Palestynie (1936–1939); później pełnił różne funkcje we władzach administracyjnych Jordanii.

## Życiorys

### Dzieciństwo i młodość
Abd al-Hadi urodził się w 1889 w Nablusie, będącej wówczas częścią Imperium Osmańskiego. Uczył się w Bejrucie, a następnie na Uniwersytecie Stambulskim w Stambule i na Sorbonie w Paryżu.

### Działalność polityczna
W 1911 wraz z przyjacielem, Rafikiem at-Tamimim był założycielem podziemnej organizacji arabskiej Al-Fatat. Była to organizacja nacjonalistycznych Arabów, będących zwolennikami idei panarabizmu i utworzenia Wielkiej Syrii. Był jednym z organizatorów Kongresu Arabskiego, który odbył się w 1913 w Paryżu. W 1919 podczas Konferencji pokojowej w Paryżu pracował jako prywatny sekretarz Fajsala I.

#### Palestyna
W 1922 Abd al-Hadi powrócił do Palestyny, będącej wówczas brytyjskim Mandatem Palestyny. Stał się jednym z największych rzeczników arabskiego ruchu narodowego w Palestynie. Ożenił się z arabską feministką Tarab Abd al-Hadi. W sierpniu 1922 został wybrany w rejonie Nablusu na przedstawiciela na V Kongres Arabski. W czerwcu 1923 w rejonie Jafy wybrano go na przedstawiciela na VI Kongres Arabski. W czerwcu 1928 w rejonie Bajsan wybrano go na przedstawiciela na VII Kongres Arabski. W tym samym roku został sekretarzem Komitetu Wykonawczego Kongresu Arabskiego.
W 1930 został prawnikiem Najwyższej Rady Muzułmańskiej i był członkiem arabskiej delegacji w Wielkiej Brytanii. W sierpniu 1932 był jednym z założycieli nacjonalistycznej Partii Niepodległości, której został wybrany pierwszym sekretarzem generalnym. W 1934 wyraził pogląd, że „celem Żydów jest przejęcie tego kraju, a celem Arabów jest walczenie z tym przejęciem.” Gdy w kwietniu 1936 wybuchło arabskie powstanie w Palestynie, Abd al-Hadi był przedstawicielem Partii Niepodległości w Wysokim Komitecie Arabskim. Początkowo prezentował on nacjonalistyczne poglądy polityczne. Podczas przesłuchań Królewskiej Komisji Palestyny w 1936, powiedział, że „nie ma takiego państwa [jak Palestyna] ... Palestyna to termin wymyślony przez Syjonistów ... Nasz kraj od wieków był częścią Syrii”. Jednak jego poglądy stopniowo ulegały zmianie, i po kilku miesiącach zajmował już bardziej umiarkowane stanowisko, opowiadając się za rozpoczęciem negocjacji z przedstawicielami społeczności żydowskiej. Gdy 1 października 1937 Brytyjczycy rozwiązali Wysoki Komitet Arabski, Abd al-Hadi uciekł przed aresztowaniem za granicę. W lutym i marcu 1939 był członkiem arabskiej delegacji na Konferencji w Londynie.
Podczas I wojny izraelsko-arabskiej w październiku 1948 został członkiem Rządu Całej Palestyny kierowanego przez Muhammada Amin al-Husajniego. Abd al-Hadi pełnił obowiązki Ministra Spraw Społecznych.

#### Rząd Jordanii
Po przegranej wojnie wyjechał do Jordanii, gdzie służył jako minister rządu. W latach 1951–1955 był jordańskim ambasadorem w Egipcie. W latach 1955–1958 był senatorem, a w 1958 wybrano go na przewodniczącego Komitetu Sprawiedliwości Ligi Państw Arabskich z siedzibą w Kairze.
Zmarł w dniu 15 marca 1970 w Kairze.